# Seres (gmina)
Seres (gr. Δήμος Σερρών, Dimos Seron) – gmina w Grecji, w administracji zdecentralizowanej Macedonia-Tracja, w regionie Macedonia Środkowa, w jednostce regionalnej Seres. W 2011 roku liczyła 61 025 mieszkańców. Powstała 1 stycznia 2011 roku w wyniku połączenia dotychczasowych gmin: Seres, Kapetan Mitrusi, Lefkonas, Skutari i wspólnot: Ano Wrondu, Orini. Siedzibą gminy jest Seres.